# Liste der denkmalgeschützten Objekte in Rohrendorf bei Krems
Die Liste der denkmalgeschützten Objekte in Rohrendorf bei Krems enthält die 4 denkmalgeschützten, unbeweglichen Objekte der Gemeinde Rohrendorf bei Krems.

## Denkmäler
| Foto |                 | Denkmal                                                               | Standort                                         | Beschreibung | Metadaten |
| ---- | --------------- | --------------------------------------------------------------------- | ------------------------------------------------ | --- | --- |
| ja   | Datei hochladen | Kath. Pfarrkirche hl. Koloman HERIS-ID: 50343 Objekt-ID: 55212        | Obere Hauptstraße 10 Standort KG: Oberrohrendorf | Die Pfarrkirche hl. Koloman ist eine barockisierte, im Kern gotische Saalkirche mit gotischem Chor und Westturm. Ihr zweijochiges Langhaus und der mit einem Fünfachtelschluss ausgestattete Chor werden von Strebepfeilern gestützt. Der Chor verfügt über Dreipassfenster. Der mächtige, an der Westfront vorgestellte Turm wird von einem barocken Glockengeschoß mit Segmentbogenfenstern und Zwiebelhelm bekrönt. Sein profiliertes Spitzbogenportal stammt aus dem späten 14. Jahrhundert. Südlich befindet sich ein eingeschoßiger, flach gedeckter Anbau mit neugotischer Maßwerkbalustrade, der am Portal mit „1909“ bezeichnet ist. | BDA-Hist.: Q38039551 Status: § 2a Stand der BDA-Liste: 2025-06-30 Name: Kath. Pfarrkirche hl. Koloman GstNr.: .38 Pfarrkirche Rohrendorf bei Krems    |
| ja   | Datei hochladen | Volksschule HERIS-ID: 67955 Objekt-ID: 80943                          | Obere Hauptstraße 21 Standort KG: Oberrohrendorf | Die Volksschule in Oberrohrendorf wurde 1903 erbaut. | BDA-Hist.: Q38118133 Status: § 2a Stand der BDA-Liste: 2025-06-30 Name: Volksschule GstNr.: .143                                                      |
| ja   | Datei hochladen | Ehem. Lesehof, Mayerhoferhaus HERIS-ID: 14765 Objekt-ID: 11003        | Obere Hauptstraße 6 Standort KG: Oberrohrendorf  | Nach dem Tod von Franz Mayerhofer wurde das Haus von der Gemeinde Rohrendorf gekauft und zum Gemeindeamt und -zentrum umgebaut. Anmerkung: Quelle fehlt | BDA-Hist.: Q37765192 Status: Bescheid Stand der BDA-Liste: 2025-06-30 Name: Ehem. Lesehof, Mayerhoferhaus GstNr.: 44 Gemeindeamt Rohrendorf bei Krems |
| ja   | Datei hochladen | Kapelle hl. Sebastian in Neuweidling HERIS-ID: 50310 Objekt-ID: 55146 | Standort KG: Unterrohrendorf                     | Die Ortskapelle hl. Sebastian ist ein im frühen 19. Jahrhundert errichteter, rechteckiger Bau mit rundem Schluss, geschweiftem Giebel und Dachreiter. Der Innenraum ist durch eine Segmentbogentonne gewölbt. Auf Wandmalereien aus der Bauzeit sind die Heiligen Antonius und Franziskus sowie schlichte Scheinarchitektur zu sehen. Der Altar verfügt über ein Wandretabel mit Putten auf Volutensockel und ein Bild des hl. Sebastian. Ein weiteres Ölbild soll vermutlich den Heiligen Alfons von Liguori darstellen. | BDA-Hist.: Q38039300 Status: § 2a Stand der BDA-Liste: 2025-06-30 Name: Kapelle hl. Sebastian in Neuweidling GstNr.: .87                              |